# Тешенечі
Тешенечі (рос. Тешенечи) — присілок в Брянському районі Брянської області Російської Федерації.
Населення становить 135 осіб. Входить до складу муніципального утворення Добрунське сільське поселення.

## Історія
Від 2005 року входить до складу муніципального утворення Добрунське сільське поселення.

## Населення
| 2010 | 2013 |
| ---- | ---- |
| 130  | ↗135 |